# Ланкурсятаяха
Ланкурсятаяха — река в России, протекает по территории Ямало-Ненецкого автономного округа. Устье реки находится в 242 км по правому берегу реки Часелька. Длина реки составляет 55 км. В 16 км от устья, по правому берегу реки впадает река Нюйяха.

## Данные водного реестра
По данным государственного водного реестра России относится к Нижнеобскому бассейновому округу, водохозяйственный участок реки — Таз. Речной бассейн реки — Таз.
Код объекта в государственном водном реестре — 15050000112115300067660.